# Viciovo, Dobrici
Viciovo (în bulgară Вичово, în română Viceva) este un sat în comuna Gheneral-Toșevo, regiunea Dobrici, Dobrogea de Sud, Bulgaria. 
Între anii 1913-1940 a făcut parte din plasa Casim a județului Caliacra, România. Majoritatea locuitorilor erau români.
Vasile Stroescu în lucrarea Dobrogea nouă pe căile străbunilor nota: Lă miazănoapte de Spasovo, la 5 km. e satul Vicevo (Huselnichioiu). A fost întemeiat de un turc, Husein. În timpul ocupațiunii bulgare i s-a schimbat numele, după primul bulgar venit în sat, anume Vicef (1731). E situat pe șes. Se învecinează la răsărit cu Bejanovo, la apus cu Predel, la miazăzi cu Spasovo și la miazănoapte cu județul Constanța.

## Demografie
Componența etnică a satului Viciovo
     Turci (16,66%)
     Bulgari (80%)
     Nicio identificare (3,33%)
     Altele (0%)
La recensământul din 2011, populația satului Viciovo era de 30 locuitori. Din punct de vedere etnic, majoritatea locuitorilor (80%) erau bulgari, cu o minoritate de turci (16,66%). Pentru 3,33% din locuitori nu este cunoscută apartenența etnică.